# Úlfljótsvatn
Der Úlfljótsvatn ist ein See im Südwesten Islands auf dem Gemeindegebiet von Grímsnes og Grafningur.

## Geografie
Der See hat eine Fläche von 2,45 km² und liegt auf einer Höhe von 80 m. Seine Tiefe beträgt bis zu 20 m.
Der Úlfljótsvatn befindet sich direkt südlich des Þingvallavatn, mit dem er über dessen Abfluss Sog verbunden ist. Der Sog durchfließt den See in Richtung des Álftavatn.

## Geschichte

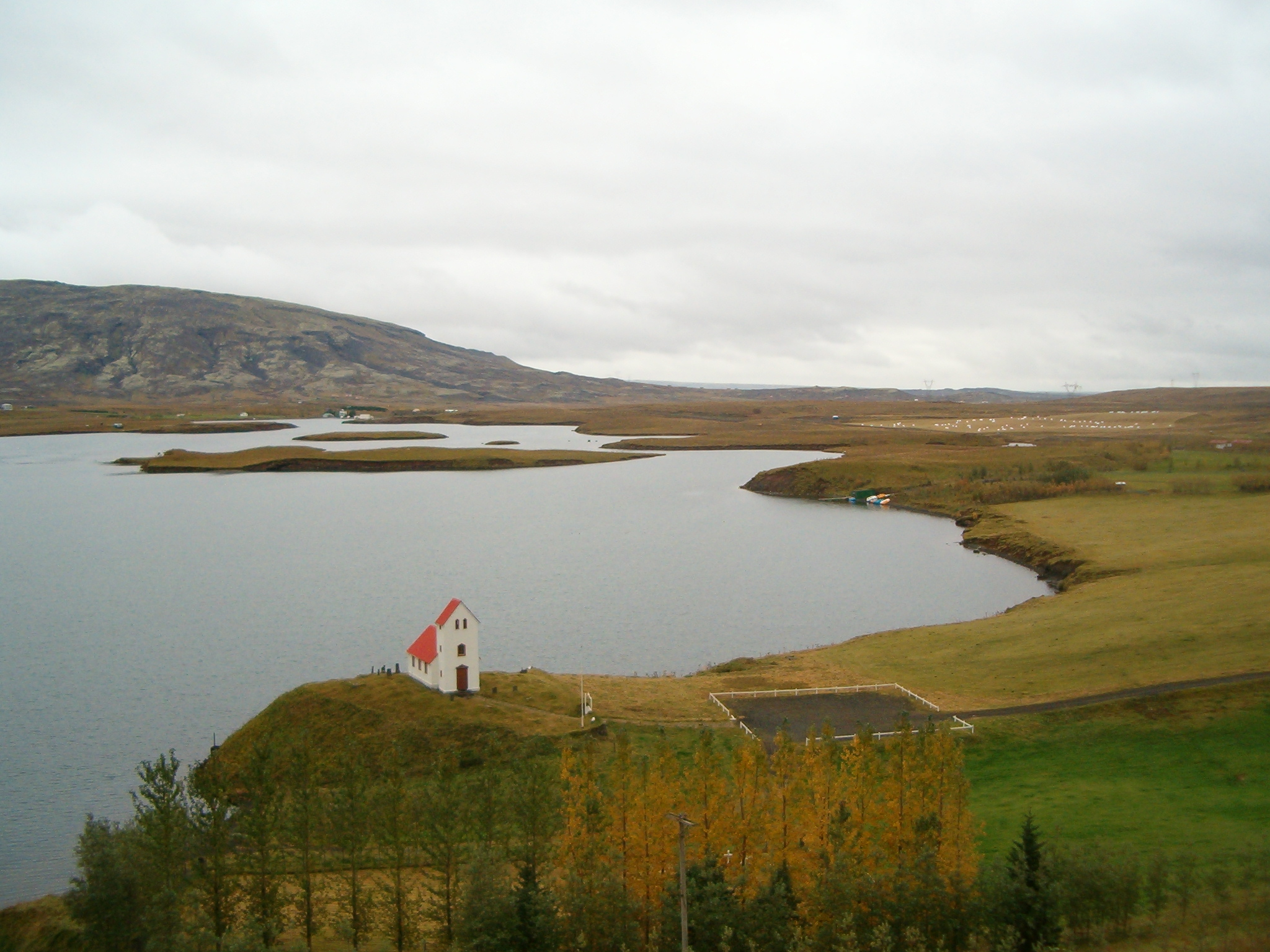
Der Úlfjósvatn

1937 wurde der bereits bestehende See durch einen Damm des Kraftwerks Ljósafoss aufgestaut, wodurch der Wasserspiegel um etwa einen Meter erhöht wurde. Die Energie des aus dem Þingvallavatn etwa 20 Höhenmeter in den Úlfljótsvatn abfließenden Sog wird im Kraftwerk Steingrimsstöð, ebenfalls direkt am See, gewonnen.
Am Úlfljótsvatn befindet sich das Ausbildungs- und Lagerzentrum des Isländischen Pfadfinderverbands.

## Verkehr
Östlich des Sees liegt die Straße Nr. 36, südwestlich die Straße Nr. 360.